# Qirjako Mihali

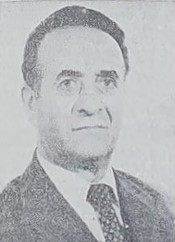
Qirjako Mihali, 1986

Qirjako Mihali (* 13. Mai 1929 in Korça) ist ein ehemaliger albanischer Politiker der Partei der Arbeit Albaniens.

## Leben
Mihali begann seine Laufbahn als Funktionär der PPSh im Wirtschaftssektor und war zuletzt von 1967 bis 1975 Direktor der Stickstoff-Fabrik Azotik in Fier.
Im Januar 1975 wurde er als Nachrücker zum Kandidaten des Politbüros der PPSh gewählt. Diese Funktion hatte er bis zu seinem Ausscheiden im Dezember 1990 inne. Damit gehörte er neben Hekuran Isai, Pali Miska und Llambi Gegprifti zu einer neuen Führungsgeneration innerhalb der Partei, die mit dem Abbruch der Beziehungen zur Volksrepublik China an Einfluss gewann.
Am 26. November 1977 erfolgte seine Ernennung zum Stellvertretenden Vorsitzenden des Ministerrates in der Regierung von Ministerpräsident Mehmet Shehu. Nach dem Tode von Shehu galt er auch als dessen möglicher Nachfolger als Vorsitzender des Ministerrates. Die Funktion des Vize-Ministerpräsidenten behielt er auch in den nachfolgenden Kabinetten von Ministerpräsident Adil Çarçani bis zum 20. Februar 1987.
1978 wurde er erstmals Abgeordneter der Volksversammlung (Kuvendi Popullor) und gehörte dieser in der neunten bis zur elften Wahlperiode an.
Am 15. Januar 1982 wurde er von Ministerpräsident Çarçani als Nachfolger von Haki Toska zusätzlich zum Finanzminister ernannt. Dieses Amt behielt er bis zu seiner Ablösung durch Niko Gjyzari am 17. Februar 1984.
Zuletzt war er von März 1989 bis Dezember 1990 Gouverneur der Albanischen Staatsbank (Banka e Shtetit Shqiptar).
1993 wurde gegen Mihali und neun weitere ehemalige hochrangige Funktionäre (Muho Asllani, Besnik Bekteshi, Foto Çami, Hajredin Çeliku, Vangjel Çërrava, Lenka Çuko, Pali Miska und Prokop Murra) Anklage wegen Bereicherung an öffentlichen Geldern erhoben. Wegen dieser Straftaten kam es schließlich durch ein Gericht in Tirana zu folgenden Verurteilungen zu Freiheitsstrafen: Mihali und Gegprifti jeweils acht Jahre, Miska und Çuko jeweils sieben Jahre, Çami, Çeliku und Bekteshi jeweils sechs Jahre sowie Çërrava, Murra und Asllani jeweils fünf Jahre.
1996 wurde er zusammen mit Pirro Kondi und Sulejman Bushati wegen Straftaten gegen die Menschlichkeit angeklagt und im August 1996 von einem Gericht in Tirana zu einer Freiheitsstrafe von 17 Jahren verurteilt. Dabei blieb das Gerichtsurteil unterhalb des Antrages der Staatsanwaltschaft, die 20 Jahre Haft für ihn gefordert hatte.